# تی‌ام پروداکشن
شرکت خصوصی محدود تی‌ام پروداکشن (انگلیسی: TM Production) یک شرکت تولیدی ارمنستانی می‌باشد که در سال ۲۰۰۹ میلادی توسط توماس مارتیروسیان که سمت مدیر کل را برعهده دارد، بنیانگذاری شده‌است. این شرکت یکی از برندهای پیشرو و شرکت‌های تولید موسیقی در ارمنستان می‌باشد.

## هنرمندان
- آرمن باباخانیان
- Armen Hyusnunts
- Davit Amalyan
- Gevorg Hakobyan
- هراچیا ملیکیان
- جیوان گاسپاریان
- Jivan Gasparyan Jr.
- Katuner
- Komitas Quartet
- Levon Malkhasyan
- Marine Ales
- Vahagn Hayrapetyan

## جوایز

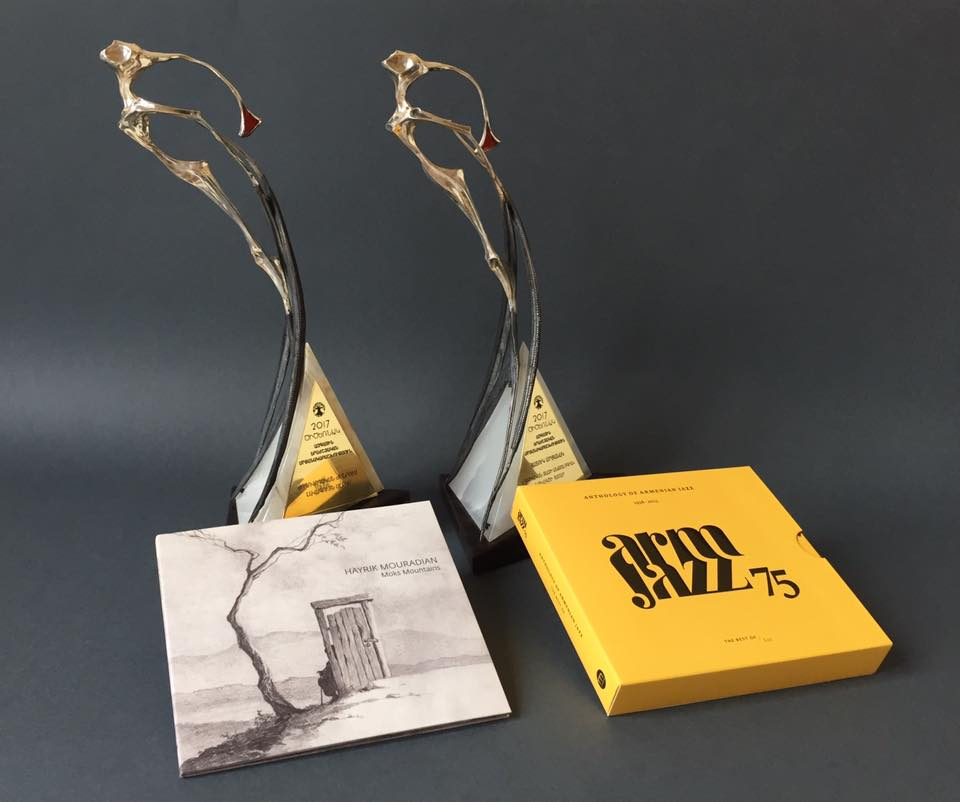
Won two "Swallow" Awards

پنج پروژه از تی‌ام پروداکشن نامزد جوایز موسیقی ارمنی وزارت فرهنگ ارمنستان در روز ۲۷ مه ۲۰۱۷ شدند.